# Stor-Nymyrtjärnen
Stor-Nymyrtjärnen är en sjö i Strömsunds kommun i Jämtland och ingår i Ångermanälvens huvudavrinningsområde.